# Tournoi de Wimbledon 1882

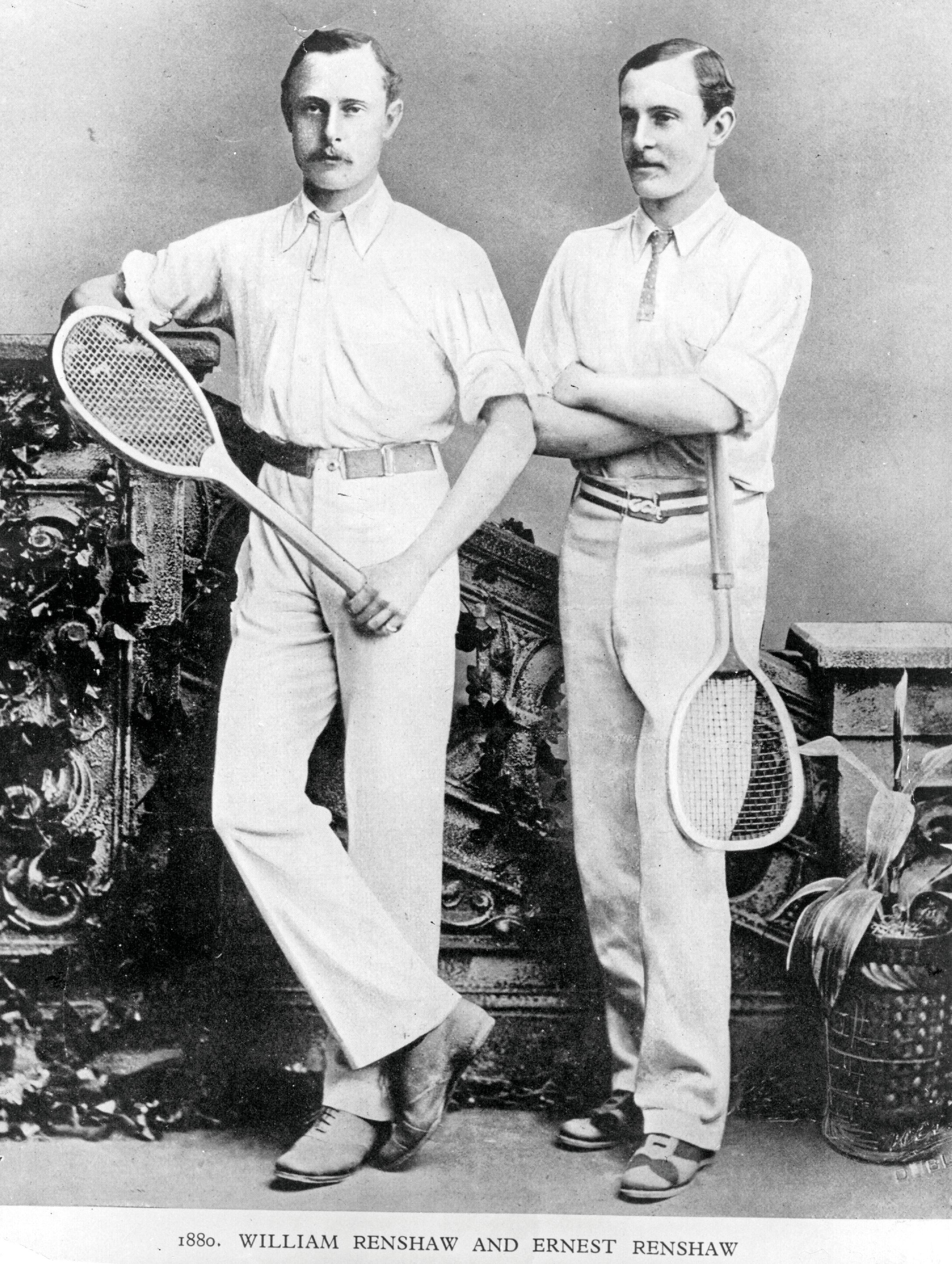
William & Ernest Renshaw

Résultats du Tournoi de Wimbledon 1882.

## Simple messieurs
Finale : William Renshaw  Royaume-Uni bat Ernest Renshaw  Royaume-Uni 6-1, 2-6, 4-6, 6-2, 6-2